# Народ против (телеигра)
«Наро́д про́тив» — российская телеигра, премьера которой состоялась 26 февраля 2002 года на ОРТ с ведущим Дмитрием Дибровым. Программа является адаптацией британского телешоу «The People Versus», появившегося в 2000 году. Это единственная викторина, в которой выигрыш участника неограничен. Авторы вопросов — телезрители. Оригинальная игра имеет две версии, последняя из которых послужила адаптацией викторины на российском телевидении. 7 апреля 2003 года игра вышла с новым ведущим — Александром Милосердовым на REN-TV, но просуществовала недолго и была закрыта 29 августа 2003 года.

## Правила игры
Игра состоит из неограниченных кругов раундов. В одном круге пять раундов. Участнику в каждом раунде от лица телезрителей задаётся пять вопросов. Вопросы не имеют предлагаемых вариантов ответа, ответить на них нужно самому игроку как можно быстрее, так как на все 5 раундов одного круга отводится всего 4 минуты. Если игрок не знает ответа, он может либо сказать «пас», при этом ответ на вопрос будет оглашён ведущим, но не будет засчитан как неверный, либо попросить «вопрос-замену» (см. ниже). «Пасовать» в каждом круге раундов игрок имеет право ограниченное количество раз, которое уменьшается с номером раунда (от четырех раз в первом раунде до нуля раз в последнем). Если игрок воспользовался «пасом», то ему придётся отвечать на другой вопрос.
Сумма, заработанная участником за каждый пройденный раунд, постоянно возрастает:
| Раунд/Количество вопросов | Столько раз можно «пасовать» в раунде  | Стоимость (руб.) |
| ------------------------- | -------------------------------------- | ---------------- |
| 1                         | 4                                      | 1 000            |
| 2                         | 3                                      | 2 500            |
| 3                         | 2                                      | 5 000            |
| 4                         | 1                                      | 15 000           |
| 5                         | Можно попросить только «вопрос-замену» | 50 000           |

Если участнику удаётся пройти все пять раундов одного круга раундов, он получает 50 тысяч рублей, которые добавляются в «банк» и являются «несгораемой суммой». Кроме того, он может начать игру по новой (следующий круг вопросов из пяти раундов с четырьмя минутами) и таким образом играть до бесконечности, пока не даст неправильный ответ или не передумает играть дальше, забрав деньги, выигранные за всю игру. Правила и выигрыш всех кругов раундов одинаковы. Отказаться от дальнейшего продолжения игры можно перед началом любого раунда (кроме самого первого в начале игры).
Если игрок в любой момент даёт неправильный ответ на вопрос, либо отведённое время круга раунда истекает, то игра прекращается, и участник должен поделить заработанные им деньги (все, кроме тех, что в «банке») с телезрителем, приславшим данный вопрос в «Гонг-игре». Если участник ошибся при ответе на вопрос самого первого раунда любого круга, «Гонг-игра» не проводится (так как делить нечего), телезритель гарантированно получает 500 рублей.

### Вопросы-замены
«Вопросы-замены» — деталь игры, которая может помочь участнику, если он не знает правильного ответа на вопрос. Часто используется преимущественно в 5 раунде, где «пасовать» нельзя. Перед игрой каждый участник выбирает для себя ту область знаний, в которой он чувствует себя настоящим знатоком (например, «мясные блюда», «история России XVIII века» и т. д.). Участник имеет право попросить вопрос-замену три раза за всю игру одного круга пяти раундов. С началом нового круга «вопросы-замены» восстанавливаются. Обычно участники выбирают для себя темы, в которых они очень хорошо ориентируются, хотя многие игроки «срезались» как раз на этих вопросах. Игрок имеет право ещё раз «заменить» вопрос, если такая возможность у него имеется.

### «Гонг-игра»
«Гонг-игра» имеет 3 варианта, один из которых абсолютно безопасен для игрока, так как не содержит сигнала «гонга». В двух других «гонг» прозвучит, но когда именно — неизвестно. Разыгрывается сумма в «гонг-игре» только с начала текущего круга раундов, в котором игрок проиграл. Таким образом сумма может разыгрываться от 1000 рублей до 15 000 рублей. 
Участник выбирает вариант игры (не зная, какой из них без гонга), кладёт руку на кнопку, нажатие которой означает прекращение «гонг-игры». Компьютерный голос называет суммы в произвольном порядке, но постепенно возрастающие в пределах суммы того раунда, который участник прошёл — «десять рублей», «сто двадцать рублей», «восемьсот восемнадцать рублей» и т.д.

#### Результаты «гонг-игры»
«Гонг-игра» прекращается автоматически при наступлении любого из следующих событий:
- Если игрок нажимает кнопку в любой момент. Тогда он выигрывает ту сумму, на которой он остановил игру, а телезритель получает разницу между разыгрываемой суммой и суммой, на которой остановлена игра. Дальше игра идёт «на интерес»: Ведущий показывает игроку что произошло бы, если бы он не нажал кнопку.
- Если компьютер назвал сумму, разыгрываемую в «гонг-игре». Это означает что участник выбрал беспроигрышный вариант и он выигрывает данную сумму, тем самым оставив телезрителя без денежного выигрыша.
- Если «гонг» прозвучал. В таком случае телезритель забирает разыгрываемую сумму денег, а игрок выбывает из игры ни с чем или с несгораемой суммой в «банке».

## Финальная сирена
В телеигре существовала Финальная сирена, которая ознаменовала одно из двух событий:
- Истечение времени, если 4 минуты, отведённые на определённый любой круг раундов истекли. В этом случае игра для игрока как и при неверном ответе завершается.
- Окончание времени программы. При этом на положении участника это никаким образом не отразится — с текущим результатом он продолжит играть в следующей игре.

## Рекорды
- За всю историю шоу в России трое участников смогли заработать приз больше 200 тысяч рублей, пройдя 4 круга игры.[источник не указан 955 дней]
- Самый большой выигрыш получила Ольга Костенко из города Видное — 209 500 рублей.[источник не указан 955 дней]